# The Acreage
The Acreage – jednostka osadnicza w Stanach Zjednoczonych, w stanie Floryda, w hrabstwie Palm Beach.